# Pixelmator
Pixelmator ist ein Bildbearbeitungsprogramm für macOS und iOS von Apple. Die Software basiert zum Teil auf Open Source sowie Mac-OS-X-Technologien und bietet Auswahl-, Retusche-, Navigations- und Farbkorrekturwerkzeuge. Die Bildbearbeitung erfolgt dabei wie bei Photoshop ebenenbasiert. Bei der Bildbearbeitung greift Pixelmator neben dem Hauptprozessor zur Leistungssteigerung auch auf den Grafikprozessor zu. Dabei setzt die Software auf Core Image und OpenGL. Auch zur Automatisierung und zum Farbmanagement stehen entsprechende Werkzeuge zur Verfügung. Die Software wird von den litauischen Brüdern Saulius und Aidas Dailide entwickelt.
Ende 2024 einigten sich Pixelmator Team und Apple auf die Übernahme des Unternehmens durch Apple.

## Versionsgeschichte
Pixelmator 1.0 wurde am 25. September 2007 veröffentlicht. Kurz zuvor, am 16. August 2007, war die erste Betaversion erschienen. Diese war zunächst als öffentliche Betaversion angekündigt, wurde dann aber doch nur einem engeren Testerkreis zur Verfügung gestellt.
Am 12. Mai 2008 erschien die Version 1.2 von Pixelmator mit dem Codenamen „Draftsman“. Diese Version brachte neue Werkzeuge für Kreise, Polygone, das Lasso-Werkzeug, Lineale, Anleitungen und ein Raster zum besseren Ausrichten mit.
Die Version 1.3 von Pixelmator erschien am 11. November 2008 und besaß den Codenamen „tempo“. Die Version bedeutete mehr Stabilität und brachte Verbesserungen bei der Bearbeitung von großen Dateien mit. Ferner führte es neue Features wie „click-and-drag“ zum Toleranzangleich des Zauberstabes, einen Farbtopf und das Magische Radiergummi-Werkzeug ein. Die Farbton- und Sättigungs-, die Farbersetzungs- und Färbungs-Paletten wurden ebenfalls erneuert. Verbesserungen bei den Zeichenwerkzeugen mit Sofortvorschau und zu den Sprachen Englisch und Deutsch kamen Sprachversionen in Französisch und Spanisch hinzu.
Pixelmator 1.4 wurde am 20. April 2009 mit dem Codenamen „sprinkle“ veröffentlicht. Die Version enthielt eine neue Mal-Engine und mehr Möglichkeiten für die Benutzung der Pinselwerkzeuge. Der Support zum Import von Photoshop-Pinseln wurde dabei ebenfalls ergänzt. Bis zur Version 1.4.1 kamen noch ein neuer Wolken-Generator-Filter und ein Rauschfilter hinzu.
Die Version 1.5 mit dem Codenamen „Spider“ wurde am 8. September 2009 herausgebracht und erlaubte erstmals die Speicherung für das Web, den direkten Export an Mail und iPhoto und bot die Möglichkeit, zu trimmen und Labels zu verteilen.
Die aktuelle Version 1.6 mit dem Codenamen „Nucleus“ erschien am 13. Juli 2010 und bietet neben einer Leistungssteigerung auch ein direktes Senden an soziale Netzwerke und den Direktimport von Kameras, Handys und Scannern. Außerdem unterstützt die aktuelle Version 64-Bit.
Pixelmator wurde in Deutschland von Application Systems Heidelberg vertrieben. Am 6. Januar 2011 gab Pixelmator bekannt, die Software zukünftig nur noch über Apples Mac App Store zu vertreiben. Bis zur Version 2.0 wurden aber auch Updates für anderswo erstandene Pixelmator-Versionen geben.
Am 8. November 2012 wurde die Version 2.1.3 im Mac App Store freigegeben.
Ab Version 2 wurden neue Zeichenwerkzeuge, Formen und inhaltsabhängige Füllfunktionen integriert. Das Aussehen der Oberfläche wurde an OS X 10.8 (Mountain Lion) angepasst, zudem ist die Software ab Version 2.1. für das Retina-Display optimiert.
Am 22. Oktober 2013 erschien mit 3.0 FX eine für das damals aktuelle OS X-Betriebssystem 10.9 (Mavericks) optimierte Version, die, laut Anbieter, „neue Funktionen und Verbesserungen“ einführt, so u. a. Verflüssigungswerkzeuge und neue Ebenenfunktionen. Im Januar 2014 folgte ein Update auf Version 3.1. (Marble), welches neben der Unterstützung des Apple Mac Pro einige Bugfixe, u. a. fehlende Filterfunktionen der früheren Versionen, enthielt.
Bei der Vorstellung des iPad Air 2 am 16. Oktober 2014 wurde eine iOS-Variante von Pixelmator präsentiert und vorgeführt. Am 23. Oktober 2014 wurde die App zum Download freigegeben.
Seit der Veröffentlichung der nativen Version im November 2020 hat sich Pixelmator zu einer sehr beliebten Fotobearbeitungs-App für Apple Silicon-Geräte wie die M1- und M2-Macs entwickelt.

## Merkmale
- Verwendet Technologien wie ImageMagick, Core Image, Automator, Cairo und Sparkle.
- Photoshop-Bilder mit Ebenen werden ebenso unterstützt wie über 100 weitere Bildformate.
- Ebenenbasierte Bildbearbeitung
- Über 20 Werkzeuge zur Auswahl, zum Zuschneiden, Ausmalen, Retuschieren, Schreiben, Messen und zur Navigation.
- 16 Farbkorrektur-Werkzeuge und über 50 Filter.
- Mac-OS-X- und iLife-Integration.
- Bildimport direkt aus dem Programm von einer Apple-iSight-Kamera
- Schnelle Umwandlung mittels Automatisierungsfunktionen.
- Mac OS X ColorSync und ColorSync-Profile werden unterstützt.

## Rezeption
In der Fachpresse wird Pixelmator oft als Alternative oder Ergänzung zu Photoshop erwähnt. Das Programm für macOS erhält dabei durchwegs gute Bewertungen.